# Belgique judiciaire. Gazette des tribunaux belges et étrangers
La Belgique judiciaire est une institution qui a été créée au XIXe siècle, peu après la création de la Constitution belge. Celle-ci est une compétence du pouvoir fédéral, qui se compose des cours et tribunaux belges, compétents pour régler les litiges en matière de justice civile et pénale.
Au XIXe siècle, un périodique de jurisprudence et de législation nommé Belgique judiciaire : Gazette des tribunaux belges et étrangers est créé. Il a pour but d'étendre la publicité des débats judiciaires qui ont lieu en Belgique et à l'étranger.

## Historique

### Description historique
La Belgique judiciaire représente l'ensemble des cours et tribunaux dont la compétence est exclusivement fédérale. Ces derniers sont « organisés sur une base territoriale et en fonction de la nature des affaires traitées ». De plus, les cours et tribunaux sont compétents pour régler les litiges en matière civile et pénale et, de ce fait, ils sont chargés de sanctionner les infractions à la loi.
À l'époque où la Belgique est devenue indépendante (7 février 1831), la Belgique était un état unitaire décentralisé. Ce qui veut dire que des compétences pouvaient être données aux provinces et aux communes mais que celles-ci restaient sous l'autorité de la loi et la tutelle de l'État.
Aujourd'hui, la Belgique est un état fédéral composé de plusieurs entités autonomes qui ont leur propre gouvernement. Elle compte cinq zones judiciaires, qui sont les cinq ressorts de cour d’appel : Bruxelles, Mons, Liège, Gand et Anvers. Ces ressorts sont divisés en arrondissements judiciaires et ont chacun un tribunal de première instance. En Belgique, on compte douze arrondissements judiciaires.
Toutes les juridictions sont composées de juges dont l’indépendance par rapport au pouvoir législatif et au pouvoir fédéral est garantie. Les cours et tribunaux constituent ainsi un pouvoir indépendant. Le pouvoir judiciaire est assuré par les juridictions dans le cadre des dispositions constitutionnelles et légales. Le pouvoir judiciaire a pour mission de juger : il applique le droit. On distingue la magistrature assise (les juges et les conseillers dans les cours et tribunaux) et la magistrature debout (le ministère public ou parquet).
En vertu des dispositions des articles 144 et 145 de la Constitution, « les contestations qui ont pour objet des droits civils sont exclusivement du ressort des tribunaux et celles qui ont pour objet des droits politiques sont du ressort des tribunaux, sauf les exceptions établies par la loi ».
Le journal est un journal de jurisprudence et des débats judiciaires. Il a été fondé par des avocats belges : Henri Lavallée, Egide Arntz, Auguste Orts et Jules Bartels. Ce journal est paru de 1843 à 1939. Dans un premier temps sa périodicité était bihebdomadaire (dimanche et jeudi) de 1843 à 1913. Ensuite la périodicité est devenue hebdomadaire (le dimanche) de 1914 à 1928. Et pour finir  ce journal est devenu bimensuelle à partir de 1929. Le journal Belgique judiciaire. Gazette des tribunaux belges et étrangers a connu plusieurs lieux d'édition, de 1843 à 1914 il a été édité à Bruxelles, de 1914 à 1926 à Liège, de 1927 à 1933 à Frameries pour finalement retourner à Bruxelles en 1934 jusqu'en 1939. Il s'agit d'un journal de jurisprudence, de sciences du droit, de législation et de débats judiciaires.

### Contexte
En 1843, date où le journal Belgique judiciaire. Gazette des tribunaux belges et étrangers est paru pour la première fois, la Belgique était encore un état unitaire décentralisé et se trouvait sous un gouvernement que l'on nomme « gouvernement Nothomb » avec à sa tête le premier ministre Jean-Baptiste Nothomb du parti libéral.

## Vocation
Le journal  est une source historique et juridique qui reflète la magistrature et la jurisprudence du XIXe siècle jusqu'à la première moitié du XXe siècle. Elle a pour but de « fournir une information critique sur les principaux domaines du droit, publier une sélection hebdomadaire de la jurisprudence récente, le plus souvent annotée, et être le premier reflet de la vie judiciaire ». Chaque semaine, le journal fait un bilan sur l'actualité juridique et judiciaire.

## Structure
La structure de la Belgique judiciaire. Gazette des tribunaux belges et étrangers, a eu différents aspects au cours de son évolution. Seule la forme à proprement parler est restée la même, les articles sont publiés dans ce journal en deux colonnes.
La dernière structure que ce journal de jurisprudence a suivie est la suivante : 

### Le sommaire
Le sommaire se trouve au début de chaque journal, il contient un très bref récapitulatif des sujets qui vont être abordés dans le journal. Ce sommaire reprend les sujets dans l'ordre dans lequel ils seront abordés. À la suite du  sommaire vient une rubrique qui contient un sujet de droit (différent à chaque fois) en lien avec la Belgique judiciaire, il s'agit d'un article/une partie d'article qu'on peut qualifier de doctrine. Cette dernière contient des articles de fonds sur des sujets actuels et, qui peuvent prendre la forme de commentaires doctrinaux.

### La jurisprudence belge
Dans l'ordre de présentation, c'est la première rubrique en tant que telle, celle-ci reprend différents arrêts des cours et tribunaux belges. Généralement, les décisions de jurisprudence font l'objet de notes d'observations.

### La jurisprudence étrangère
Cette rubrique vient après celle de la jurisprudence belge, elle contient différents arrêts des cours et tribunaux étrangers.

## Caractéristique générale
Le journal est diffusé en Belgique. Il existe encore des compilations avec les différents journaux dans les bibliothèques belges et il est possible de revoir certaines de ces compilations sur internet. C'est un journal qui est catégorisé de ancien, il n'existe pas beaucoup de documentation relative à l'analyse de celui-ci. La rédaction de ce journal est faite par des personnes différentes en fonction du journal et de ce dont il parle, il s'agit souvent de : jurisconsultes, avocats et professeurs.
Au niveau de son contenu, le journal Belgique judiciaire. Gazette des tribunaux belges et étrangers contient divers volets juridiques. Le premier volet est celui de la jurisprudence, dans lequel on ne peut qu'être surpris par la diversité des juridictions et des décisions présentes dans le journal. La Gazette publie des décisions issues des cours et tribunaux mais aussi, des décisions des cours et tribunaux étrangers. Ces informations sont principalement destinées aux praticiens du droit, notamment aux avocats. Le deuxième volet a un aspect plutôt doctrinal, où le journal publie des informations juridiques comme des articles théoriques portant sur un sujet de droit, un ouvrage ou un aspect de la science juridique.

## Publication en ligne
Toutes les éditions sons disponibles en ligne chez Digitemis.be